# Quỳ Châu
Quỳ Châu là một huyện cũ vùng cao của tỉnh Nghệ An, Việt Nam.

## Địa lý
Quỳ Châu nằm trong vùng kinh tế Phủ Quỳ, trung tâm của miền Tây Bắc Nghệ An. Huyện có nhiều thuận lợi để phát triển sản xuất và chế biến nông lâm sản, khai thác khoáng sản và tiềm năng du lịch. Địa hình của huyện khá phức tạp khi có hơn 72% diện tích ở độ cao trên 200 m so với mặt nước biển, bị chia cắt bởi mạng lưới sông suối dày đặc. Đây là khó khăn cho Quỳ Châu trong phát triển kinh tế - xã hội mà trước hết là hạn chế khả năng giao lưu giữa các xã trong huyện và mở mang diện tích đất nông nghiệp. Tuy nhiên, những hạn chế trên cũng là những yếu tố giúp Quỳ Châu giữ được vốn rừng, bảo vệ môi trường sinh thái. Đây là huyện được UNESCO đưa vào danh sách các địa danh thuộc Khu dự trữ sinh quyển miền tây Nghệ An. Quỳ Châu có khoảng 58.120 nhân khẩu, là huyện có số dân thấp nhất Nghệ An, dân cư sống tập trung tại các xã thấp, ven sông suối.
Huyện Quỳ Châu nằm ở phía tây bắc của tỉnh Nghệ An, có vị trí địa lý:
- Phía đông giáp huyện Nghĩa Đàn và huyện Như Xuân, tỉnh Thanh Hoá.
- Phía tây giáp huyện Tương Dương
- Phía nam giáp huyện Con Cuông và huyện Quỳ Hợp
- Phía bắc giáp huyện Quế Phong và huyện Thường Xuân, tỉnh Thanh Hóa.

## Hành chính
Huyện Quỳ Châu có 12 đơn vị hành chính cấp xã trực thuộc, bao gồm thị trấn Tân Lạc (huyện lỵ) và 11 xã: Châu Bính, Châu Bình, Châu Hạnh, Châu Hoàn, Châu Hội, Châu Nga, Châu Phong, Châu Thắng, Châu Thuận, Châu Tiến, Diên Lãm.

## Lịch sử

### Sự hình thành danh xưng Quỳ Châu
Sử cũ chép rằng, hệ thống hành chính của nước ta thời Văn Lang – Âu Lạc gồm 15 bộ (hay Bộ lạc/部 落), trong đó có bộ Hoài Hoan. Miền đất Quỳ Châu ngày nay của tỉnh Nghệ An, xưa kia từng là một phần trong địa dư của bộ Hoài Hoan. Trên vùng đất ấy đã hình thành nên những điểm tụ cư có quy mô khác nhau, tồn tại dưới dạng các công xã thị tộc hoặc liên minh thị tộc (bộ lạc). Mỗi điểm tụ cư như vậy có thể có một tên gọi riêng gắn liền với đặc điểm tự nhiên của nơi cư trú (núi, sông, khe suối, hang động…) hoặc nguồn gốc lịch sử dân cư. Tuy nhiên, chưa hẳn đó đã là những địa danh hành chính. Các tài liệu thư tịch cổ đều xác nhận, thuở các vua Hùng dựng nước Văn Lang, các tụ điểm dân cư thường có tên gọi là kẻ (hay cổ) ở đồng bằng; động, sách, nguồn ở miền núi và vạn ở những vùng ven sông, ven biển; đó chỉ là những vùng quê được hình thành tự nhiên chứ chưa phải là các đơn vị hành chính. Đây là một thực trạng của xã hội Hoài Hoan từ thời dựng nước cho đến trước khi bị phong kiến phương Bắc xâm lược.
Từ năm 179 TCN đến năm 938, đất nước ta phải chịu sự đô hộ của các triều đại phong kiến phương Bắc. Để phục cho công cuộc cai trị và bóc lột, chúng đã nhiều lần thay đổi hệ thống hành chính của nước ta. Trong buổi đầu của thời kỳ Bắc thuộc, huyện Hàm Hoan (quận Cửu Chân) tương ứng với vùng đất của hai tỉnh Nghệ An và Hà Tĩnh ngày nay. Các sách, động, nguồn ở miền rừng núi của huyện Hàm Hoan vẫn tồn tại độc lập như trước và chưa bị sự kiểm soát chặt chẽ của chính quyền đô hộ. Nhưng sau khi đàn áp được cuộc khởi nghĩa của Hai Bà Trưng, nhà Đông Hán đã bãi bỏ chế độ dung dưỡng, chúng tăng cường chế độ đô hộ bằng cách đưa quan lại và binh lính người Hán sang trực tiếp cai trị nhân dân Âu Lạc; chính sách cai trị của chính quyền đô hộ ở huyện Hàm Hoan bắt đầu được siết chặt hơn.
Năm 269, quân Ngô dưới sự chỉ huy của Thái thú Đào Hoàng đã tiến đánh Cửu Chân, khi đến huyện Hàm Hoan chúng đã gặp phải chống trả quyết liệt của nhân dân địa phương. Sử cũ chép: Bấy giờ Hàm Hoan "địa thế hiểm trở, người di lạo hung tợn, đã mấy đời không chịu thần phục". Đào Hoàng đem quân đánh phá khắp nơi, mở rộng vùng cai trị ra xa trung tâm, lập thêm nhiều huyện mới (30 huyện và "thổ dân có đến hàng nghìn người"), nhưng không ghi rõ là những huyện nào. Chỉ biết rằng sau khi Đào Hoàng chết (khoảng năm 299), nhà Đông Ngô đã tách phần nam huyện Hàm Hoan ra, đặt thành một quận mới: quận Cửu Đức (tức vùng đất thuộc Nam Nghệ An và Hà Tĩnh ngày nay).
Năm 523, nhà Lương bỏ đơn vị hành chính cấp quận, đổi quận thành châu, chúng chia nước ta thành 6 châu và đổi quận Cửu Đức thành Đức Châu. Năm 598 (Khai Hoàng năm thứ 8), nhà Tuỳ mặc dù chưa hoàn toàn chinh phục được nước Vạn Xuân, nhưng chúng vẫn tuỳ tiện đổi tên một số châu, huyện; trong đó Đức Châu được đổi thành Hoan Châu. Danh xưng Hoan Châu ra đời từ đó và tiếp tục duy trì cho đến buổi đầu của thời kỳ độc lập tự chủ dưới thời Ngô, Đinh, Tiền Lê.
Dưới thời Lý – Trần, hệ thống hành chính nước ta được thay đổi nhiều lần, kéo theo sự thay đổi của hệ thống hành chính của nhiều vùng miền trong cả nước, trong đó có cả vùng miền núi Nghệ An.
Tháng 12-1010 (Thuận Thiên nguyên niên), Lý Thái Tổ chia cả nước làm 24 lộ, đặt Châu Hoan làm trại. Chính quyền các châu được củng cố và do tri châu, châu bá, châu mục cai quản.
Năm 1101 (Long Phù năm thứ nhất), Lý Nhân Tông cho đổi Nghệ An châu trại thành phủ Nghệ An. Nhưng đến năm 1256 (Nguyên Phong năm thứ 6), Trần Thái Tông lại đổi phủ Nghệ An thành Trại Nghệ An. Bấy giờ, khu vực miền núi Nghệ An là miền biên viễn Tây Nam của quốc gia Đại Việt thường xuyên bị sự quấy phá của giặc "Lão Qua" từ đất Nam Nhung nước Ai Lao.
Sách Đại Việt sử ký toàn thư chép rằng, trong các năm 1334, 1335 (niên hiệu Khai Hựu năm thứ 6, 7), Thái thượng hoàng Trần Minh Tông đi tuần thú Nghệ An cùng các tướng Nguyễn Trung Ngạn, Đoàn Nhữ Hài, đích thân đem quân đánh Ai Lao, xa giá tới Châu Kiềm và tiến vào đất Nam Nhung, quân Ai Lao thua chạy, Thượng hoàng sai Nguyễn Trung Ngạn mài đá, khắc chữ ghi công ở núi Thành Nam, thôn Trầm Hương...
Sách Khâm định Việt sử thông giám cương mục, sách Đại Nam nhất thống chí (Quốc sử quán triều Nguyễn) và Lịch triều hiến chương loại chí (Phan Huy Chú) đều cho rằng: thời Trần, miền thượng du sông Lam là đất Mật châu (châu Kiềm hay Kiềm châu là tên gọi khác của Mật châu). Núi Thành Nam và thôn Trầm Hương nay thuộc huyện Tương Dương, tỉnh Nghệ An... Điều đó cho thấy, thời Trần địa giới của Châu Mật hay Châu Kiềm rất rộng lớn, có thể bao gồm cả vùng thượng du sông Cả và sông Hiếu của miền núi Nghệ An ngày nay.
Dưới triều đại nhà Hồ, vào năm 1404, (niên hiệu Hán Thương Khai Đại năm thứ 2), Hồ Hán Thương cho đổi Nghệ An thành 2 phủ: phủ Diễn Châu và phủ Nghệ An. Phủ Nghệ An gồm 4 châu: Hoan Châu, Nam Tĩnh, Trà Lung, Ngọc Ma và 13 huyện là: Nha Nghi, Chi La, Phi Lộc, Thổ Du, Kệ Giang, Chân Phúc, Cổ Xá, Thổ Hoàng, Đông Ngàn, Thạch Đường, Kỳ La, Bàn Thạch, Hà Hoa. Trà Lung và Ngọc Ma là những châu xa nhất của miền núi Nghệ An.
Năm 1407, sau khi chiếm được nước ta, để dễ bề cai trị nhà Minh đã thiết lập một hệ thống hành chính mới. Những đơn vị hành chính có địa bàn rộng lớn, nhất là vùng miền núi xa trung tâm bị chia nhỏ và lập thành những châu, huyện mới; chúng bỏ tên Đại Việt, gọi nước ta là quận Giao Chỉ, chia thành 15 phủ, 36 châu và 181 huyện.
Sách Nghệ An ký của Hoàng giáp Bùi Dương Lịch chép: Thời thuộc Minh, năm Vĩnh Lạc thứ 13 (1415), tách đặt châu Quỳ, lệ thuộc phủ Diễn Châu, đến năm Vĩnh Lạc thứ 15 (1417), lệ thuộc phủ Thanh Hóa... Bấy giờ châu Quỳ quản lĩnh 2 huyện: Trung Sơn và Thuý Vân.
Trong sách Đất nước Việt Nam qua các đời, giáo sư Đào Duy Anh đã dẫn lại những điều ghi chép của sách "Thiên hạ quận quốc lợi bệnh thư" rằng: "Mật Châu ở miền tây Nghệ An. Thời thuộc Minh có Châu Quỳ, châu Trà Lung và châu Ngọc Ma… Mặc dầu ba châu ấy đến thời thuộc Minh mới thấy đặt tên như thế, (nhưng) miền thượng du đó, từ thời Trần đã ở trong bản đồ nước ta rồi. Miền sông Hiếu vốn đã thuộc phủ Diễn Châu. Nhà Minh thấy đất ở xa mới tách đặt Quỳ Châu để dễ cai trị".
Sách "Sổ tay địa danh Việt Nam" của Đinh Xuân Vịnh cũng ghi chép tương tự nhưng khác về thời gian: Quỳ Châu "nguyên thuộc châu Mật về đời Trần sau là Châu Quỳ thuộc phủ Diễn Châu đặt thời Minh (1419). Năm 1420 đổi thuộc phủ Thanh Hoá, sau là phủ, thuộc tỉnh Nghệ An..."
Trong một số ấn phẩm khác như: "Địa lý các huyện, thành phố, thị xã, tỉnh Nghệ An" của Trần Kim Đôn; "Lịch sử Đảng bộ huyện Quỳ Châu" đều viết: Vùng đất thuộc ba huyện Quỳ Châu, Quế Phong, Quỳ Hợp ngày nay vốn là một đơn vị hành chính được hình thành từ thuở xa xưa. Từ năm Vĩnh Lạc thứ 13 (1415), được gọi là Châu Quỳ.
Đại Việt sử ký toàn thư - Bản kỷ, tập 10, phần khởi nghĩa Lam Sơn, viết: "Canh Tý, [1420], (Vĩnh Lạc năm thứ 18). Mùa đông, tháng 10, vua (Lê Lợi) nghe tin quân Minh sắp đến, đặt mai phục ở bến Bổng (thượng nguồn sông Chu) chờ giặc, chém giết quân giặc nhiều vô kể, bắt được hơn trăm con ngựa. Vua cho nghỉ quân ở Mường Nanh (nay là xã Thịnh Nang, huyện Lang Chánh, Thanh Hóa), rồi lại dời đến đóng quân ở Mường Thôi (Man Xôi, Thanh Hóa). Tên đồng tri châu Quỳ Châu là Cầm Lạn dẫn bọn Lý Bân, Phương Chính đem hơn 10 vạn quân, theo đường Quỳ Châu đến thẳng Mường Thôi". Như vậy, điều này cho thấy thời Lê Lợi dựng cờ khởi nghĩa ở đất Lam Sơn, Quỳ Châu đã lệ thuộc phủ Thanh Hoá, đúng như ghi chép của Hoàng giáp Bùi Dương Lịch trong Nghệ An ký.
Nếu những điều ghi chép trong các tư liệu trên là đúng, thì có nghĩa là danh xưng Châu Quỳ hay Quỳ Châu với tư cách là một đơn vị hành chính cấp châu đã chính thức xuất hiện từ tháng 4 năm 1415 và danh xưng hành chính này đã tồn tại trong suốt 55 năm, từ năm 1415 đến năm 1470.

### Quá trình thay đổi của địa danh hành chính Quỳ Châu
Năm 1466 (Quang Thuận năm thứ 7), Lê Thánh Tông chia cả nước thành 12 đạo Thừa tuyên và đổi trấn thành châu, đổi lộ thành phủ.
Năm 1470 (Hồng Đức năm thứ nhất), định bản đồ Thừa tuyên Nghệ An gồm: 9 phủ, 25 huyện, 2 châu. Quỳ Châu được nâng từ cấp châu lên thành phủ - (phủ Quỳ Châu), quản lĩnh 2 huyện: Trung Sơn và Thúy Vân.
Năm 1490 (Hồng Đức năm thứ 21), Lê Thánh Tông lại cho đổi Thừa tuyên Nghệ An thành Xứ Nghệ An (hay thường gọi là Xứ Nghệ) bao gồm Nghệ An và Hà Tĩnh ngày nay. Phủ Quỳ Châu bấy giờ vẫn quản lĩnh 2 huyện: Trung Sơn gồm 16 động và huyện Thúy Vân gồm 23 động, lỵ sở đặt ở Đồng Lạc, huyện Thuý Vân (nay thuộc xã Châu Hạnh, Quỳ Châu).
Thời Lê Trung Hưng, niên hiệu Hồng Thuận (1510-1516), vua Lê Tương Dực đổi Xứ Nghệ An thành trấn Nghệ An, nhưng hệ thống các đơn vị hành chính thuộc phủ Quỳ Châu về cơ bản vẫn giữ nguyên như trước.
Thời nhà Nguyễn, từ Gia Long đến Tự Đức, địa giới và địa danh hành chính của Nghệ An được thay đổi nhiều lần, nhưng Quỳ Châu vẫn là đơn vị hành chính cấp phủ, trực thuộc trấn Nghệ An (thời Gia Long), tỉnh Nghệ An (thời Minh Mạng) và An Tĩnh (thời Tự Đức). Những thay đổi đáng kể trong thời kỳ này là:
- Năm 1835 (Minh Mạng năm thứ 16), huyện Trung Sơn (phủ Quỳ Châu) được đổi tên thành huyện Quế Phong, danh xưng hành chính huyện Quế Phong bắt đầu xuất hiện từ đó.
- Năm 1840 (Minh Mạng năm thứ 21), trích 7 tổng ở phía Tây của huyện Quỳnh Lưu, 1 tổng của huyện Yên Thành, 1 tổng của huyện Thúy Vân để lập thành huyện Nghĩa Đường, thuộc phủ Quỳ Châu. Năm 1886, vì kỵ húy tên của vua Đồng Khánh nên đã đổi Nghĩa Đường thành Nghĩa Đàn.

Trong 67 năm (từ 1840–1907), phủ Quỳ Châu quản lĩnh 3 huyện: huyện Quế Phong (gồm 4 tổng, 16 xã, thôn), huyện Thúy Vân (gồm 5 tổng, 30 xã, thôn) và huyện Nghĩa Đường/Nghĩa Đàn (gồm 8 tổng, 49 xã, thôn). Phủ lỵ đặt ở sách Nghĩa Hưng, huyện Nghĩa Đường (Nghĩa Đàn).
Bên cạnh hệ thống hành chính do nhà nước đặt lập, trên địa bàn Quỳ Châu còn tồn tại một hệ thống đơn vị hành chính được đặt lập theo một trật tự khác. Nhiều kết quả nghiên cứu của ngành Dân tộc học đã xác nhận: Khoảng từ sau thế kỷ thứ X trở đi đã liên tục diễn ra các cuộc di cư của nhiều nhóm tộc người từ những hướng khác nhau đổ vào miền đất phủ Quỳ Châu, trong đó chủ yếu là người Thái, người Khơ-mú và người Kinh (Việt). Trong quá trình tổ chức khai phá đất đai và định cư, họ đã tạo lập nên những đơn vị tổ chức xã hội dưới hình thức là các mường, bản, làng... với những tên gọi đặc thù riêng chứ chưa phải là những danh xưng hành chính do nhà nước quy định. Trên đất Quỳ Châu xưa, người Thái đã lập nên những mường lớn (mường trung tâm) và thiết lập mối qua hệ mật thiết giữa mường trong, mường ngoài dựa trên cơ sở của các quan hệ dòng học và tập tục. Tất cả có 11 mường: mường Tôn, mường Quèn, mường Chừn, mường Quáng, mường Hín, mường Puộc, mường Pắn, mường Miếng, mường Chón, mường Cồ Bá và mường Xớn Hám. Trong đó mường Tôn được gọi là mường gốc hay mường chủ, từ đó hình thành nên các "mường con", phân bố trên khắp phủ Quỳ Châu xưa.
Dưới thời thuộc Pháp, ngày 20 tháng 10 năm 1907, Toàn quyền Đông Dương ra nghị định sửa đổi hệ thống hành chính ở phủ Quỳ Châu. Chúng chia tách phủ Quỳ Châu lập thời Minh Mạng (1840) thành hai đơn vị hành chính ngang nhau là: phủ Quỳ Châu và huyện Nghĩa Đàn. Phủ Quỳ Châu bấy giờ chỉ còn quản lĩnh 2 huyện Quế Phong và Thúy Vân như thời kỳ trước năm 1840, cộng thêm 2 tổng vùng trên của huyện Nghĩa Đàn. Địa dư phủ Quỳ Châu lúc này bao gồm phần đất của hai huyện Quế Phong, Thúy Vân và 2 tổng thượng của huyện Nghĩa Đàn với diện tích 5.000 km², chiều dài từ phà Dinh đến Huổi Ho là 120 km, chiều rộng từ đỉnh Pù Quế (xã Châu Nga) đến cuối xã Châu Sơn là 80 km. Phía Bắc và Đông Bắc giáp hai huyện Như Xuân và Thường Xuân của tỉnh Thanh Hóa, phía Tây giáp huyện Sầm Tớ, tỉnh Sầm Nưa (Lào) với đường biên giới hơn 85 km, phía Tây giáp huyện Tương Dương, phía Đông Nam giáp huyện Nghĩa Đàn. Lỵ sở đặt ở Kẻ Bỏn (nay thuộc xã Châu Hạnh), nên thường gọi Phủ Bỏn; bấy giờ phủ Quỳ Châu gồm 37 xã, lập thành 11 tổng.
Sau cách mạng tháng Tám 1945, hệ thống hành chính được thay đổi trên phạm vi cả nước, các đơn vị hành chính cấp phủ và tổng bị xóa bỏ, các xã nhỏ được hợp nhất thành các xã có quy mô lớn hơn. Thực hiện chủ trương của trên, tên gọi phủ Quỳ Châu được đổi thành huyện Quỳ Châu.
Ngày 26 tháng 8 năm 1945 thành lập Ủy ban cách mạng lâm thời (tại công đường phủ Quỳ Châu). Sau sự kiện này, trong các văn bản hành chính danh xưng huyện Quỳ Châu bắt đầu xuất hiện và thay thế danh xưng phủ Quỳ Châu. Do vậy, có thể xem ngày 26 tháng 8 năm 1945 như là ngày chính thức ra đời của đơn vị hành chính huyện Quỳ Châu (gồm Quỳ Châu, Quỳ Hợp, Quế Phong ngày nay, hay còn gọi là huyện Quỳ Châu cũ). 37 đơn vị hành chính cấp xã của phủ Quỳ Châu trước đây, giờ được hợp nhất thành 14 xã: Căm Lư, Cắm Lán, Cắm Muộn, Châu Hùng, Chóm Búa, Chúng Láng, Hạnh Thiết, Hùng Chân, Khủn Tỉnh, Kim Sơn, Phảnh Keo, Tân Tiến, Thông Thụ, Tiêu Bính.
Địa bàn của mỗi xã rất rộng, địa hình phức tạp do bị chia cắt bởi sông ngòi, khe suối và rừng núi, gây trở ngại lớn cho công tác tổ chức và quản lý của chính quyền cơ sở. Do vậy, ngày 17 tháng 2 năm 1961, Hội đồng Chính phủ đã ra Quyết định số 33/CP, chia 9 xã trong số 14 xã của huyện Quỳ Châu thành 27 xã.
Cuối năm 1962, huyện Quỳ Châu có 27 xã: Cắm Muộn, Châu Bính, Châu Bình, Châu Cường, Châu Đình, Châu Hạnh, Châu Hoàn, Châu Hội, Châu Hồng, Châu Hùng, Châu Kim, Châu Lộc, Châu Long, Châu Lý, Châu Nga, Châu Phong, Châu Phương, Châu Quang, Châu Sơn, Châu Thái, Châu Thắng, Châu Thành, Châu Thôn, Châu Thuận, Châu Tiến, Châu Yên, Thông Thụ.
Năm 1963, thực hiện Quyết định số 52/CP ngày 19 tháng 4 năm 1963 của Hội đồng Chính phủ, huyện Quỳ Châu được chia tách thành 3 huyện: Quế Phong, Quỳ Hợp và Quỳ Châu. Về phương diện văn bản Nhà nước, ngày quyết định chia tách huyện Quỳ Châu cũ có hiệu lực, cũng có thể xem là ngày tái lập của huyện Quỳ Châu mới. Huyện Quỳ Châu khi đó gồm có 11 xã: Châu Bính, Châu Bình, Châu Hạnh, Châu Hoàn, Châu Hội, Châu Nga, Châu Phong, Châu Phương, Châu Thắng, Châu Thuận, Châu Tiến.
Từ đó đến nay, địa dư hành chính của huyện Quỳ Châu có thêm một số điều chỉnh: cắt chuyển xã Châu Phương nhập về huyện Quế Phong (nay là xã Tiền Phong) theo Quyết định số 143-NV, ngày 17 tháng 4 năm 1965 của Bộ trưởng Bộ Nội vụ; chia xã Châu Hoàn thành 2 xã: Châu Hoàn và Diên Lãm theo Quyết định số 159-NV ngày 24 tháng 3 năm 1969 của Bộ trưởng Bộ Nội vụ; thành lập thị trấn Quỳ Châu theo Quyết định số 275/QĐ – BTCCBCP, ngày 14 tháng 6 năm 1990 của Ban tổ chức cán bộ nước CHXHCN Việt Nam. Tháng 5 năm 2010, thị trấn Quỳ Châu được mở rộng địa giới và đổi tên thành thị trấn Tân Lạc (theo Nghị quyết số 24/NQ-CP, ngày 12/5/2010 của Thủ tướng Chính phủ).
Trong quá trình lịch sử gần 600 năm, danh xưng Châu Quỳ - Quỳ Châu đã trải qua nhiều lần thay đổi về cấp độ hành chính và địa dư. Vì vậy, tìm hiểu địa danh hành chính Quỳ Châu sẽ có một ý nghĩa nhất định đối với việc nghiên cứu lịch sử, địa chí các huyện Quỳ Hợp, Quế Phong, Nghĩa Đàn và thị xã Thái Hòa ngày nay.

## Thắng cảnh và di tích lịch sử
Quỳ Châu có nhiều thắng cảnh đẹp và nhiều di tích lịch sử có giá trị. 
- Khu di tích Hang Bua 19°36′52″B 105°01′18″Đ / 19,614377°B 105,021794°Đ (theo tiếng Thái là thăm búa, nghĩa là Hang Sen) là hang ở bản Na Nhàng, tên khác là thôn Hồng Tiến, thuộc xã Châu Tiến, cách trung tâm huyện Quỳ Châu 15 km [6][7]. Hang thuộc dạng karst, nằm trong núi đá vôi thuộc dãy núi Phà Én. Hang là một thắng cảnh tự nhiên gắn liền với truyền thuyết lịch sử, và với Lễ hội Hang Bua tổ chức sau Rằm tháng Giêng hàng năm. Hang Bua được công nhận là danh thắng Quốc gia năm 1997 [6].
- Hang Thẩm Ồm 19°39′01″B 105°04′27″Đ / 19,650204°B 105,074224°Đ (theo tiếng dân tộc Thái thăm ộm là hang Lớn) ở xã Châu Thuận huyện Quỳ Châu [8]. Hang thuộc dạng karst, nằm trong núi đá vôi. Năm 1975 Viện Khảo cổ học đã khai quật và xác định đây là một di chỉ khảo cổ. Kết quả thu được 3 răng người và nhiều hoá thạch xương răng động vật, một công cụ đá thạch anh được chế tạo bằng kỹ thuật clac-tôn- hạch đập vào đe. Các di vật có niên đại cách ngày nay chừng 20 vạn năm. Điều này cho thấy người Thẩm Ồm là người hiện đại đầu tiên và sớm nhất biết đến ở nước ta [9].

Hiện nay, phòng truyền thống của huyện còn lưu giữ những hiện vật bằng đá và di chỉ hoá thạch của người vượn cổ. Ngoài ra, huyện còn có nhiều hang động núi đá đẹp khác, cùng với những huyền thoại cổ tích của người Thái về lập bản dựng mường.
Quỳ Châu có hệ thống sông suối đã tạo ra nhiều thác nước đẹp như thác Đũa, thác Tạt Ngoi, khe Nặm Pông. Đây là lợi thế của huyện để phát triển du lịch sinh thái. Quỳ Châu còn là một trong những điểm du lịch nằm trên tuyến Cửa Lò - Vinh - Nghĩa Đàn - Quỳ Châu - Quế Phong. Huyện đang xây dựng đề án phát triển du lịch sinh thái hang Bua - Thẩm Ồm - thác Xao Va - Tạt Ngoi - thác Đũa. Dự án này thành công sẽ mở ra hướng đi mới cho Quỳ Châu trong quá trình hội nhập và phát triển, góp phần vào sự kiện năm du lịch của Nghệ An trong năm 2005.

## Kinh tế
- Lâm nghiệp - ngành kinh tế trọng điểm

Quỳ Châu là huyện có diện tích rừng lớn ở Nghệ An, chiếm gần 60% diện tích đất tự nhiên, đứng thứ tư sau Tương Dương, Con Cuông và Quế Phong. Rừng Quỳ Châu mang đặc tính của rừng nhiệt đới, được phân bổ trên triền dốc lớn, núi cao với nhiều loại gỗ quý như: lim, lát hoa, hoàn linh, săng lẻ,... và nhiều loại cây dược liệu hoài sơn, thiên niên kiện, sa nhân. Trong đó phải kể đến cây quế, được xem như đặc sản của huyện cùng nhiều loài thú như: hươu, nai, gấu,... Tuy nhiên hiện nay những loài thú quý hiếm nói trên đã giảm đi đáng kể. Do đó, cần phải tăng cường các biện pháp nhằm bảo bồn các loài đã nói trên.
- Tiểu thủ Công nghiệp

Ngành tiểu thủ công nghiệp với các nghề truyền thống như dệt thổ cẩm, đan lát thủ công, hương trầm, tuy chưa phát triển mạnh, nhưng phần nào đã mang lại thu nhập cho nhiều hộ dân trong huyện. Các ngành thủ công nghiệp đã và đang ngày càng được phát triển, mở rộng về quy mô và nâng cao chất lượng sảnphẩm tạo ra.
- Tăng cường kết cấu hạ tầng

Mặc dù, trong những năm qua, bức tranh kinh tế của Quỳ Châu đã khởi sắc, nhưng cơ bản Quỳ Châu vẫn là huyện nghèo, Mở rộng các hình thức thu hút vốn đầu tư từ bên ngoài để xây dựng cơ sở hạ tầng, phát triển kinh tế. Nổi bật là Dự án Phát triển nông thôn đa lĩnh vực của Chính phủ Bỉ với số vốn đầu tư 3,6 triệu EURO và các dự án nhỏ NGO của các tổ chức phi chính phủ, tạo cơ chế thu hút nguồn vốn trong nước để thúc đẩy nhiều ngành nghề phát triển tạo công ăn việc làm cho nhiều lao động. Từ năm 1996 đến năm 2004, trên địa bàn huyện, hàng chục tỷ đồng đã được đầu tư vào lĩnh vực xây dựng cơ bản.
- Giáo dục, y tế, văn hóa

Cùng với đẩy mạnh kết cấu hạ tầng, đời sống văn hoá của đồng bào các dân tộc Quỳ Châu ngày càng được nâng cao. Các giá trị văn hoá truyền thống được gìn giữ và phát triển. Toàn huyện có gần 6.000 hộ đạt gia đình văn hoá, 35 đơn vị cơ quan, làng bản đạt tiêu chuẩn đơn vị văn hoá". Mạng lưới y tế từ huyện xuống cơ sở được củng cố, hạn chế được dịch bệnh xảy ra. Tỷ lệ học sinh bỏ học giảm, số học sinh tốt nghiệp các cấp đạt 80% trở lên. Mỗi năm, huyện có từ 20 - 35 em thi đỗ vào các trường cao đẳng và đại học.
- Tiến tới xây dựng nền kinh tế bền vững

Nằm ở trung tâm kinh tế vùng Tây Bắc của tỉnh,có nguồn lao động khá dồi dào, với 23,5 nghìn người ở độ tuổi lao động (chiếm 46%) có thể đáp ứng nhu cầu lao động tại chỗ. Tài nguyên khoáng sản quý hiếm (đá quý, vàng, quặng) và nguồn vật liệu xây dựng nhiều như: đá vôi, đá trắng, cát, sỏi, sét,... đủ khả năng đáp ứng nhu cầu, tiềm năng để phát triển lâm nghiệp do có diện tích rừng lớn. Đời sống vật chất và tinh thần của nhân dân được nâng cao. Giao thông ngày càng thuận tiện, đảm bảo sự giao lưu kinh tế văn hoá giữa các vùng trong huyện.